# Suavitzant
Un suavitzant  (tèxtil) és un producte que s'utilitza comunament en el procés de rentada de roba.
El suavitzant es comercialitza dissolt en aigua i s'afegeix en forma líquida a la rentadora. Els ingredients més importants dels suavitzants són els tensioactius catiònics, habitualment del tipus amoni quaternari. Aquests tensioactius s'adhereixen a les fibres del teixit, proporcionant suavitat. Proporcionen també volum, esponjositat i atorguen propietats antiestàtiques. Fan que les peces siguin més fàcils de planxar i ajuden a reduir l'aparició d'arrugues. Finalment, però no menys important, els suavitzants aporten a la roba una agradable fragància.
Un recent estudi ha posat de manifest que els suavitzants prevenen l'aparició d'arrugues i faciliten la planxada, però no tots augmenten el volum respecte a un rentat sense suavitzant.
La indústria dels suavitzants està concentrant els seus productes cada vegada més. Els suavitzants concentrats tenen un major percentatge de tensioactius catiònics. En l'actualitat els suavitzants tèxtils es comercialitzen amb una concentració de tensioactius catiònics que oscil·la entre el 8 i el 15%, en contraposició amb els suavitzants diluïts comercialitzats durant els anys 90, que tenien una quantitat de matèria activa propera al 5%. Els suavitzants concentrats requereixen dosis més petites, ocupen menys espai, cal menys plàstic per a la seva envasat i al cabre més unitats per camió, emeten menys diòxid de carboni a l'atmosfera.

## Nota
1. ↑  Consumer Eroski Suavitzants tèxtils

- & dq = laundry+detergents & ii = T6SWSuuEK5G-ywSViezOBw Laundry detergents d'Eduard Smulders.